# Позёр

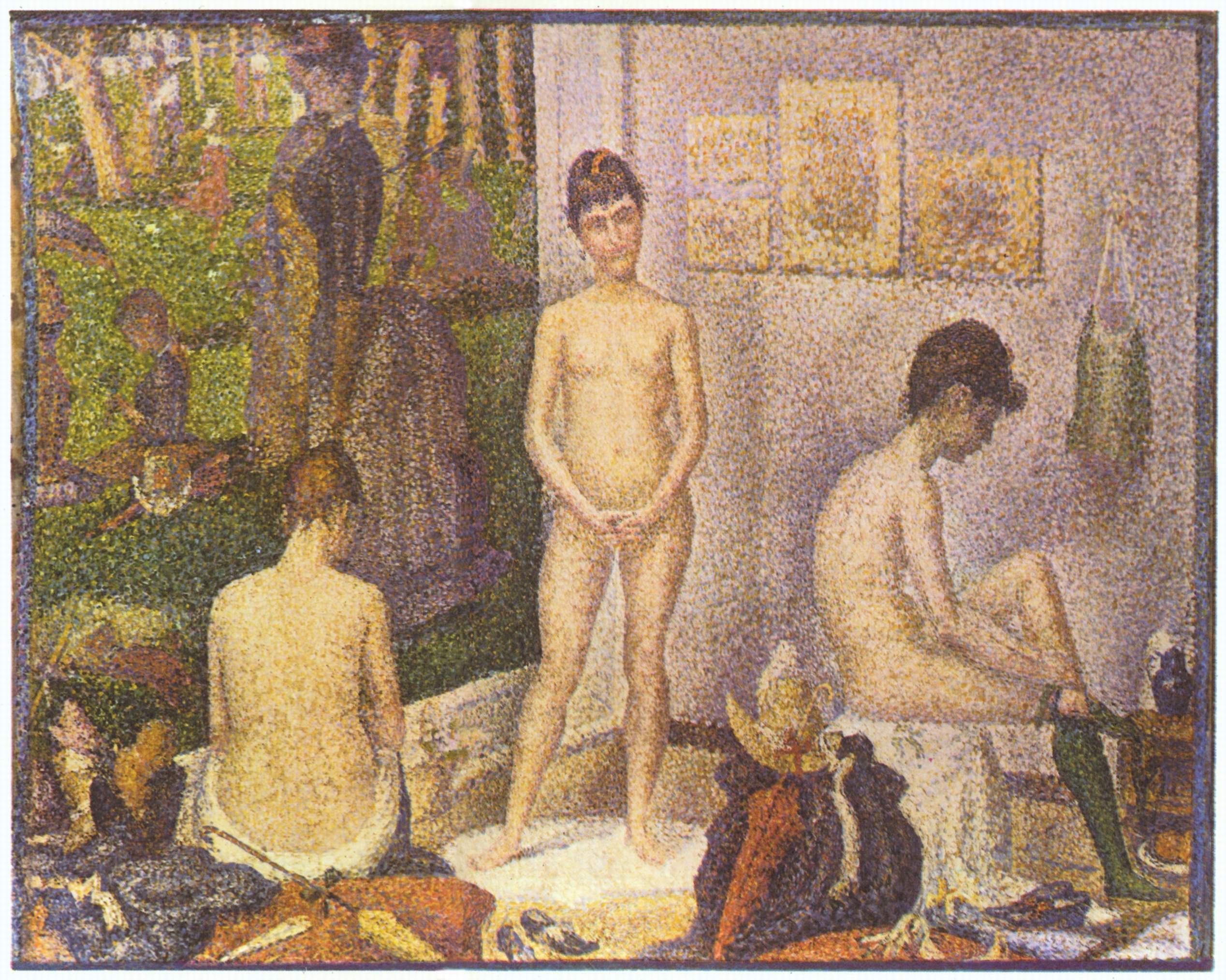
Картина «Les Poseuses» художника Жоржа Сёра

Позёр (фр. poseur) — человек, который «ведет себя притворно или позирует для определённой цели», который «использует особое поведение, имидж или манипуляции, чтобы произвести впечатление на других», а также с целью стать частью определённого сообщества или субкультуры. Позёр может быть «человеком, который претендует на определённый статус, к которому он не относится» или «неискренним человеком». В английском и французском используется также термин «poseuse» [pɔ.zøz] («позёрша», «позёрка»), женская форма слова, для обозначения человека, который позирует художнику — натурщицы.
«Позёр» используется некоторыми субкультурами в качестве уничижительного термина. Он описывает человека, который копирует стиль или манеры определённой субкультуры, но при этом не является её частью. Термин подразумевает, что такой человек представляет собой фальшивку, так как не разделяет или не понимает ценностей/философии этого сообщества. Зачастую позёр копирует стиль определённой субкультуры, для того, чтобы быть принятым в круг её представителей, или для популярности среди адептов других, когнатных субкультур. Термин получил широкое распространение в XIX веке.
Этот термин нашёл широкое распространение в сообществах панка, хэви-металла и хип-хопа, а также среди готов, скейтбордистов и сёрферов. Например, панки старшего поколения могут расценить нашивку с символом «анархии» на рубашке юного панка как позёрство, если они сочтут, что он не понимает значения этого символа.
«Позёр» происходит от старофранцузского слова poser, что означает «положить, поместить или установить». Согласно «Толковому словарю Ушакова» позёр — это «Неискренний человек, заботящийся о внешнем эффекте своего поведения и своих речей, любящий принимать позу».

## Примеры

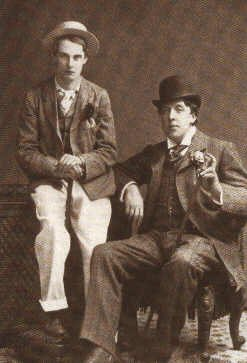
Альфред Дуглас и Оскар Уайльд

Романист Томас Харди описывал Оскара Уайльда как «позёра»: «Его ранняя репутация как позёра и щёголя, столь необходимая для его славы, переросла в учёного и джентльмена (коим он был изначально), и даже художника».
Лорд Альфред Дуглас так высказывался о Уайлде: «Я думаю, в наше время никто не будет дискутировать по поводу его гениальности, хотя раньше было модно подкалывать его по поводу позёрства и декаденса».
Художника Джеймса Эббота Уистлера иногда описывали как «позёра» за его поведение на публике и индивидуальный стиль. Высказывалось мнение, что гениальность Уистлера отчасти заключалась в его способности использовать образ позёра, «вести себя так, как будто он всегда находится на сцене», чтобы подогреть к себе интерес и мотивируя людей задаваться вопросом, как такой позёр мог создать столь серьёзное и достоверное произведение. Его известность в качестве художника, казалось, требовала, чтобы он вёл себя как позёр.
Драматурга и критика Джорджа Бернарда Шоу также называли позёром, в контексте его цитаты: «Я никогда не притворялся, что Д. Б. Ш. был реален… Смысл образа в том, что он уникален, фантастичен, нетипичен, неподражаем, невозможен, нежелателен в любом крупном масштабе, совершенно не похож на кого-либо, кто когда-либо существовал прежде, безнадёжно неестественен, и лишён реальной страсти».
В древнегреческой комедии «Облака» драматург Аристофан описывает Сократа как «позёра».